# Pandemie covidu-19 v Polsku
Pandemie covidu-19 se do Polska rozšířila 4. března 2020, kdy byl potvrzen první případ. K 27. srpnu 2020 bylo potvrzeno 64 689 případů, z toho 2 010 úmrtí.

## První případy

Potvrzené případy covidu-19 v jednotlivých vojvodstvích (od 4. března do 2. dubna 2020)

Dne 4. března byl potvrzen první případ – nakažený muž přicestoval z Německa. Následoval další nárůst případů, virus rozšiřovali ti, co se vrátili z cizích zemí.

## Opatření
V rámci opatření proti koronaviru zavedlo Polsko sanitární kontroly na hranicích s Českem a Německem a byly zrušeny hromadné akce. Od 12. do 14. dubna 2020 byly uzavřeny školy.